# 程开甲
程开甲（1918年8月3日—2018年11月17日），男，江苏吴江人，中华人民共和国核武器技术专家，中国科学院院士，“两弹一星功勋奖章”获得者。

## 生平

### 求學
程开甲是江苏省吴江市（今江苏省苏州市吴江区）人。1931年，13岁的程开甲离开家乡江苏吴江，考入距家20公里的嘉兴秀州中学。1937年，程开甲获浙江省教会中学英文演讲比赛第一名。
1941年毕业于浙江大学物理系，后留校任教至1946年，留校期间完成了多项重要的相对论和基本粒子的研究。1946年8月赴英国爱丁堡大学留学，为物理学家马克斯·玻恩的研究生，期间主要从事超导电性双带理论的研究。1948年获博士学位。之后任英国皇家化学工业研究所研究员。之后程开甲受到紫石英号事件的鼓舞，于1950年回到浙江大学物理系任教。

### 回國後
1952年调到南京大学物理系。1956年2月，加入中国共产党。1960年起参与中国第一颗原子弹研究，1962年调任国防科委核试验基地研究所副所长、所长。他是中国第一颗原子弹研制的开拓者之一、核武器试验事业的创始人之一，核试验总体技术的设计者。后任国防科工委科学技术委员会正军职常任委员。1984年，调任北京，任国防科工委（总装备部）科技委常任委员、顾问，国家超导专家委员会顾问。

### 退休與榮譽
1999年9月18日，程开甲在北京人民大会堂被授予两弹一星功勋奖章。他與前輩王淦昌和老師束星北都是這個領域最早了解这一领域的中国科学家。
2017年7月，中央军委主席习近平签署命令，授予程开甲等10位同志“八一勋章”。2017年7月28日，中央军委颁授“八一勋章”和授予荣誉称号仪式在北京八一大楼举行。中共中央总书记、国家主席、中央军委主席习近平向程开甲等10位“八一勋章”获得者颁授勋章和证书，这也是“八一勋章”的首次颁授。程开甲同时还获称“忠诚奉献、科技报国的‘两弹一星’元勋”这一荣誉称号。
2018年11月17日，程开甲在北京逝世，享嵩寿100岁。

## 奖项与荣誉
- 1999年9月，荣获中共中央、国务院、中央军委所授予的“两弹一星功勋奖章”。

- 2014年1月，和化学物理学家张存浩同获中国国家最高科学技术奖[10]。
- 2017年7月，被授予“八一勋章”。

- 2018年3月，获颁“影响世界华人大奖”终身成就奖[11]。

- 2019年2月，当选2018年感动中国年度人物[12]。

- 2019年9月，被授予“全国敬业奉献模范”荣誉称号[13]。

- 2019年9月，被授予“人民科学家”国家荣誉称号[14]。

## 著作
- 《固体物理学》
- 《超导机理：双带理论还是成对理论》